# Båstads Tidning
Båstads tidning var en dagstidning med denna titel som fullständig titel, och tidningen  kom ut under tiden 16 juni 1883 till 28 december 1886

## Redaktion
Ansvarig utgivare var till 17 november 1885 boktryckaren Franz Oskar Petersson, sedan 18 november 1885 till 28 december 1886 boktryckerifaktorn  Carl Fritz Brynolf Brunbäck, Redaktör  var Adolf Stenström hela utgivningstiden. Tidningen kom ut en gång i veckan oftast onsdagar eller lördagar men alla veckans dagar förekom.

## Tryckning
Tidningen 4 sidor trycktes bara i svart på formatet 47 x 31 cm eller 47 x 37 cm på Franz Petersons tryckeri i Laholm till 25 november 1885 därefter sist året hos Fritz Brunbäck också i Laholm. Typsnittet var blandat fraktur och antikva. Priset var 1883 1,50 kr för halvåret och sedan 1884-1886  2,50 öre helåret.